# Slow Down (chanson de Selena Gomez)
Pour les articles homonymes, voir Slow Down.
Singles de Selena Gomez
Come and Get It
(8 avril 2013) The Heart Wants What It Wants
(6 novembre 2014)
Pistes de Stars Dance
Birthday Stars Dance
Slow Down est le deuxième single de la chanteuse américaine Selena Gomez, sorti mondialement le 14 aout 2013 sous le label Hollywood Records. Ce morceau est extrait du premier album solo de Selena Gomez, Stars Dance, sorti le 24 juillet 2013. Le single est un mélange de Dance-Electro.

## Slow Down REMIXES
Le 19 août 2013, une compilation de remixes de la chanson Slow Down est sortie sur YouTube. Elle contient 6 remixes, dont 1 reggae remix. 6 autres remixes ne figurent pas sur la compilation : 
1. Slow Down" (Paolo Ortelli & Luke Degree Remix)
2. "Slow Down" (Enrry Senna Remix)
3. "Slow Down" (Razor N Guido Remix)
4. "Slow Down" (Mike Cruz Remix)
5. "Slow Down" (Silver A Remix)
6. "Slow Down" (Ryan Kenney Remix)

## Charts
| Classements (2013)                      | Meilleure position |
| --------------------------------------- | ------------------ |
| Autriche (Ö3 Austria Top 40)            | 75                 |
| Belgique (Flandre Ultratop 50 Singles)  | 2                  |
| Belgique (Wallonie Ultratop 50 Singles) | 40                 |
| France (SNEP)                           | 31                 |
| États-Unis (Dance Club Songs)           | 1                  |
| Tchéquie (IFPI Rádio)                   | 12                 |
| Irlande (IRMA)                          | 98                 |